# 里斯凱普群島
66°49′S 141°22′E / 66.817°S 141.367°E
里斯凱普群島（Rescapé Islands），是南極洲的群島，位於阿黛利地，處於馬熱里角西北面0.9公里，由法國探險隊測量，該群島現時由南極條約體系管理。